# فهرست میراث جهانی در فنلاند
میراث جهانی در فنلاند تا ژانویه ۲۰۲۵ شامل ۷ اثر در کشور فنلاند است.  فنلاند این کنوانسیون را در تاریخ ۴ مارس ۱۹۸۷ پذیرفت و از آن هنگام، مکان‌های طبیعی و فرهنگی آن دارای شرایط برای گنجانده شدن در فهرست میراث جهانی هستند.
سایت‌های میراث جهانی سازمان آموزشی، علمی و فرهنگی سازمان ملل متحد، یونسکو مکان‌هایی هستند که دارای اهمیت فرهنگی یا طبیعی هستند، همان‌طور که در پیمان‌نامه میراث جهانی، که در سال ۱۹۷۲ تأسیس شده، شرح داده شده است. میراث فرهنگی شامل بناهای تاریخی مانند آثار معماری، مجسمه‌ها، کتیبه‌ها، مجموعه‌های ساختمانی و محوطه‌های باستانی است. از سوی دیگر، میراث طبیعی به ویژگی‌های فیزیکی و زیستی، شکل‌های زمین‌شناسی و زیستگاه گونه‌های در خطر انقراض حیوانات و گیاهان اطلاق می‌شود. همچنین مکان‌هایی که از نظر علمی، حفاظتی یا زیبایی طبیعی اهمیت دارند، جزو میراث طبیعی به‌شمار می‌روند.
نخستین میراثی که به این فهرست افزوده شدند، راوما قدیمی و قلعه سومنلینا بودند که هر دو در سال ۱۹۹۱ در پانزدهمین نشست کمیته میراث جهانی که در کارتاژ، تونس برگزار شد، ثبت گردیدند. مکان‌های بیشتری نیز در سال‌های ۱۹۹۴، ۱۹۹۶، ۱۹۹۹، ۲۰۰۵ و ۲۰۰۶ به این فهرست اضافه شدند.
در فنلاند، هفت مکان میراث جهانی وجود دارد که شش مورد آن‌ بر اساس معیارهای یونسکو به عنوان مکان‌های فرهنگی و مجمع‌الجزایر کوارکن یا ساحل بلند نیز به‌عنوان یک میراث طبیعی طبقه‌بندی شده‌است. کوارکن یک میراث فراملی است و با سوئد به اشتراک گذاشته شده است. بخش سوئدی، ساحل بلند، در سال ۲۰۰۰ به‌طور جداگانه فهرست شد؛ و مجمع‌الجزایر کوارکن در سال ۲۰۰۶ به آن اضافه شد. هلال ژئودزی اشترووه دیگر میراث فراملی فنلاند است که در سال ۲۰۰۵ به عنوان یک سایت فرهنگی ثبت شده و با نه کشور دیگر به اشتراک گذاشته شده است. فنلاند علاوه بر آثار شده  ۲ عنوان در فهرست پیشنهادی جهت ثبت دارد.

## میراث جهانی
سایت‌ها با ده معیار فهرست می‌شوند. هر ورودی باید دست‌کم یکی از معیارها را داشته باشد.
| # | نگاره                                                                | نام                                 | موقعیت                                              | سال  | ش ثبتمعیارها   | شرح | م           |
| ۱ | این تصویر، میدان و خیابان‌های سنگفرش در شهر قدیمی راوما را نشان می‌دهد | راوما قدیمی                         | شهر راوما                                           | ۱۹۹۱ | ۵۸۲(iv) (v)    | راوما قدیمی بخش مرکزی قرون وسطایی شهر راوما در خلیج بوتنیا است. این بخش شامل حدود ۶۰۰ خانه چوبی است که اکنون برای اهداف مسکونی و تجاری استفاده می‌شوند. کلیسای صلیب مقدس به قرن شانزدهم بازمی‌گردد، در حالی که بقیه منطقه شهری پس از آتش‌سوزی‌ها بازسازی شده و به قرن‌های هفدهم تا نوزدهم می‌رسد.اصلاحات مرزی جزئی در سال ۲۰۰۹ انجام شده است. | [ ۷ ] [ ۸ ] |
| ۲ | Fortress of Suomenlinna from above                                   | قلعه سوومنلینا                      | شهر هلسینکی                                         | ۱۹۹۱ | ۵۸۳(iv) (iii)  | قلعه‌ای که بر روی شش جزیره در ورودی بندر هلسینکی ساخته شده است، توسط سوئد در قرن هجدهم برای دفاع در برابر امپراتوری روسیه ساخته شد. این قلعه دارای ۲۰۰ ساختمان است و دیوارهای دفاعی آن بیش از ۶ کیلومتر (۳٫۷ مایل) امتداد دارند. پس از جنگ جهانی دوم، نقش نظامی این قلعه کاهش یافت. این قلعه به منظور استفاده عمومی تغییر کاربری داده شد و اکنون به یک مقصد گردشگری محبوب تبدیل شده است. | [ ۹ ]       |
| ۳ | Petäjävesi Old Church, bell tower on the left, a cemetery in front.  | کلیسای قدیمی پتییویسی               | پتییویسی، فنلاند مرکزی                              | ۱۹۹۴ | ۵۸۴(iv)        | این کلیسا نمونه‌ای معمول از سنت معماری کلیساهای چوبی در شمال اروپا است. بین سال‌های ۱۷۶۳ تا ۱۷۶۵ ساخته شد و کاربرد ماهرانه‌ای از تأثیرات معماری اروپایی بر ساختاری ساخته‌شده از چوب‌ها را نشان می‌دهد. کلیسای مرکزی تأثیرات رنسانس را نشان می‌دهد، در حالی که سقف شیب‌دار سنت گوتیک را به یاد می‌آورد. برج ناقوس در سال ۱۸۲۱ اضافه شد. کلیسا به خوبی حفظ شده است زیرا در اواخر قرن نوزدهم متروکه شده و دچار تغییرات عمده‌ای مانند نصب سیستم‌های گرمایشی نشده است. بعد از سال ۱۹۲۰ به‌دقت بازسازی شده است. کلیسا همچنان به‌طور منظم در تابستان خدمات مذهبی برگزار می‌کند.                                                                             | [ ۱۰ ]      |
| ۴ | Verla groundwood and board mill museum, built in red brick.          | میدان و کارخانه چوب و کاغذسازی ورلا | کوولا (جالا), کیمنلاکسو                             | ۱۹۹۶ | ۷۵۱(iv)        | این کارخانه و منطقه مسکونی اطراف آن نمونه‌ای از نوعی سکونتگاه صنعتی کوچک روستایی هستند که در قرن‌های ۱۹ و اوایل قرن ۲۰ معمول بودند و با تولید پالپ، کاغذ و تخته مرتبط بودند. این نوع سکونتگاه‌ها در شمال اروپا و آمریکای شمالی، جایی که مواد اولیه فراوان بودند، رشد کردند. کارخانه ورلا تا سال ۱۹۶۴ فعال بود و پس از آن به یک موزه تبدیل شد. | [ ۱۱ ]      |
| ۵ | Sammallahdenmäki cairn. Forest in the background.                    | محل تدفین عصر برنز ساملالهدنمکی     | شهر راوما                                           | ۱۹۹۹ | ۵۷۹(iv) (iii)  | این محل تدفین مربوط به عصر برنز و اوایل عصر آهن، از حدود ۱۵۰۰ تا ۵۰۰ قبل از میلاد است. این سایت شامل ۳۳ آرامگاه سنگی در چندین خوشه است. این آرامگاه‌ها به پرستش خورشید مرتبط هستند، یک دین که از اسکاندیناوی به فنلاند منتقل شد. در ابتدا، این آرامگاه‌ها نزدیک به ساحل ساخته شده بودند اما اکنون به دلیل بالا آمدن زمین در داخل کشور قرار گرفته‌اند. | [ ۱۲ ]      |
| ۶ | Alatornio Church, side view. Cemetery in front.                      | هلال ژئودزی اشترووه                 | انونتکیو ویتورنیو تورنیو کارپیلاهتی لاپین‌یروی پوهته | ۲۰۰۵ | ۱۱۸۷(iv) (iii) | هلال ژئودزی اشترووه، مجموعه‌ای از نقاط مثلث‌بندی (نقشه‌برداری) است که به طول ۲٬۸۲۰ کیلومتر (۱٬۷۵۰ مایل) از هامرفست در نروژ تا دریای سیاه امتداد دارد. این نقاط در یک بررسی توسط منجم فریدریش گئورگ ویلهلم فون اشترووه که اولین اندازه‌گیری دقیق از یک بخش طولانی یک نصف النهار را انجام داد و به تعیین اندازه و شکل زمین کمک کرد، ایجاد شدند. در ابتدا، ۲۶۵ نقطه ایستگاه وجود داشت. این مکان میراث جهانی شامل ۳۴ نقطه در ده کشور (شمال تا جنوب: نروژ، سوئد، فنلاند، روسیه، استونی، لتونی، لیتوانی، بلاروس، مولداوی، اوکراین) است که شش مورد از آنها در فنلاند قرار دارند. کلیسای الاتورنیو، یکی از نقاط ایستگاهی در فنلاند، تصویر شده است. | [ ۱۳ ]      |
| ۷ | De Geer moraines at Kvarken, sea and surrounding vegetation          | کرانه‌ی مرتفع کوراکن                 | کوارکن                                              | ۲۰۰۶ | ۸۹۸(viii)      | کرانهٔ مرتفع یک توسعه از سایت سوئدی است که در سال ۲۰۰۰ در فهرست قرار گرفت. هر دو کرانهٔ مرتفع و مجمع‌الجزایر کوارکن در خلیج بوتنیا قرار دارند و شامل هزاران جزیره هستند. این منطقه اثرات بارز بازگشت پس از یخبندان را نشان می‌دهد، یعنی بالا آمدن زمین پس از ذوب یخ‌برگ قاره‌ای بعد از آخرین حداکثر یخبندان (که باعث حذف وزن یخچال‌ها شد)، بین ۱۰٬۰۰۰ تا ۲۴٬۰۰۰ سال پیش. این بالا آمدن در برخی مکان‌ها تا حدود ۳۰۰ متر (۹۸۰ فوت)، به‌طور مداوم چشم‌انداز را تغییر می‌دهد. | [ ۱۴ ]      |

## فهرست آزمایشی
علاوه بر سایت هایی که در فهرست میراث جهانی ثبت می‌شوند، کشورهای عضو می‌توانند فهرستی پیشنهادی از سایت های پیشنهادی خود تهیه کنند. تنها آثاری که ابتدا در این فهرست قرار گرفته باشند، امکان ثبت در فهرست میراث جهانی را خواهند داشت.
فنلاند ۲ سایت را در فهرست پیشنهادی خود گنجانده است.
| # | نگاره                     | نام                                       | موقعیت                                                                          | سال  | ش ثبتمعیارها  | شرح | م      |
| ۱ | ساختمان ساناتوریوم پایمیو | آثار معماری آلوار آلتو                    | پایمیو، هلسینکی، کوتکا، پوری، ساینتسالو، موراتسالو، ایماترا، یواسکولا، سینایوکی | ۲۰۲۱ | ۶۵۰۹(ii)      | این نامزدی شامل آثار معمار برجسته فنلاندی مدرن، آلوار آلتو می‌شود: ساناتوریوم پیمیئو، خانه آلتو، منطقه مسکونی کارخانه خمیرکاغذ سونیلا، ویلا مایریا، تالار شهر ساینتسالو، خانه تجربی، موراتسالو، استودیو آلتو، کلیسای سه صلیب، ووکسنیسکا، خانه فرهنگ، دانشگاه یووسکوله، کمپوس آلتو، دفتر مرکزی سازمان بیمه اجتماعی، مرکز شهر سینایوکی، و تالار فنلاندیا است. | [ ۱۶ ] |
| ۲ | Sunset at the Lake Saimaa | فک حلقه‌دار سایما مجمع‌الجزایر دریاچه سایما | ریستیینا                                                                        | ۲۰۲۱ | ۶۵۱۰ (ix) (x) | دریاچه سایما، واقع در جنوب‌شرقی فنلاند و بزرگ‌ترین دریاچهٔ فنلاند با مساحتی بالغ بر ۴۴۰۰ کیلومتر مربع، تنها زیستگاه فُک حلقه‌دار سایما است. این زیرگونهٔ فُک به محیط آب شیرین سازگار شده و بعد از پایان آخرین یخچال‌شناسی حداکثری از دریاچهٔ سایما جدا و محصور شده است.                                                                                             | [ ۱۷ ] |